# Ulster
Ulster (en irlandès: Ulaidh/Cúige Uladh, en escocès: Ulstèr o Ulster) és una "província històrica" de l'illa de Irlanda. L'Ulster consta de nou comtats. Els tres comtats de Cavan, Donegal i Monaghan pertanyen a la República d'Irlanda, i tenien 246.571 habitants (2002). Els altres sis comtats pertanyen a Irlanda del Nord (Regne Unit). El fet que gran part de l'Ulster formi part d'Irlanda del Nord ha propiciat que de vegades s'utilitzi el terme Ulster com a sinònim d'Irlanda del Nord, tot i que aquesta denominació no té base històrica.
Ulster-Scots és també el nom del dialecte de la llengua Scots parlat en aquesta part de l'illa.

## Divisió administrativa

### Comtats
| Comtat                                                                            | Població  | Àrea      |
| --------------------------------------------------------------------------------- | --------- | --------- |
| Comtat d'Antrim (Contae Aontroma; Coontie Anthrim/Antrìm/Antrim/Entrim)           | 618.108   | 3.046 km² |
| Comtat d'Armagh (Contae Ard Mhacha; Coontie Airmagh/Armagh)                       | 174.792   | 1.254 km² |
| Comtat de Cavan (Contae an Chabháin)                                              | 73.183    | 1.931 km² |
| Comtat de Donegal (Contae Dhún na nGall/Thír Chonaill; Coontie Dunnygal/Dinnygal) | 161.137   | 4.861 km² |
| Comtat de Down (Contae an Dúin; Coontie Doon/Doun)                                | 531.665   | 2.466 km² |
| Comtat de Fermanagh (Contae Fhear Manach; Coontie Fermanagh/Fermanay)             | 61.170    | 1.691 km² |
| Comtat de Derry (Contae Dhoire; Coontie Lunnonderrie)                             | 247.132   | 2.075 km² |
| Comtat de Monaghan (Contae Mhuineacháin)                                          | 60.483    | 1.295 km² |
| Comtat de Tyrone (Contae Thír Eoghain; Coontie Tyrone/Owenslann)                  | 177.986   | 3.263 km² |
| Total                                                                             | 2.105.656 | km²       |

Els comtats en gris són de la República d'Irlanda.
Els comtats en rosa són a Irlanda del Nord

### Districtes d'Irlanda del Nord
| 1. Antrim 2. Ards 3. Armagh 4. Ballymena 5. Ballymoney 6. Banbridge 7. Belfast 8. Carrickfergus 9. Castlereagh 10. Coleraine 11. Cookstown 12. Craigavon 13. Derry | 1. Down 2. Dungannon i Tyrone Sud 3. Fermanagh 4. Larne 5. Limavady 6. Lisburn 7. Magherafelt 8. Moyle 9. Newry i Mourne 10. Newtownabbey 11. North Down 12. Omagh 13. Strabane | Districtes d'Irlanda del Nord |

### Principals ciutats
1. Belfast (480.000)

2. Derry (105.000)

3. Craigavon (65.000)

4. Bangor (58.400)

5. Ballymena (28.700)

6. Newtownards (27.800)

7. Newry (27.400)

8. Carrickfergus (27.200)

9. Coleraine (24.000)

10. Aontroim (20.000)

11. Omagh (19.800)

12. Letterkenny (19.600)

13. Larne (18.200)

14. Banbridge (14.700) 

15. Armagh (14.500) 

16. Portrush/Portstewart (14.200)

## Llengües
La majoria dels habitants de l'Ulster parlen anglès. L'irlandès és la següent llengua més parlada. L'anglès és la llengua vehicular a les escoles de la província, i l'irlandès és ensenyat a totes les escoles dels comtats de la República i algunes escoles d'Irlanda del Nord, principalment a les escoles d'ambients catòlics. Segons el cens del 2001 el 10% de la població d'Irlanda del Nord té “alguns coneixements d'irlandès”, i el 4,7% de "parlar, llegir, escriure i entendre” irlandès. Moltes parts del comtat de Donegal forma part de les àrees Gaeltacht on l'irlandès és la llengua materna, com la d'algunes persones de l'àrea oest de Belfast, l'anomenat 'Gaeltacht Quarter'. El dialecte de l'irlandès (Gaeilge) més parlat a l'Ulster (especialment a Irlanda del Nord i el comtat de Donegal) és Gaeilge Thír Chonaill o irlandès de Donegal, també conegut com a Gaeilge Uladh o irlandès d'Ulster. L'irlandès de Donegal té moltes similituds amb el gaèlic escocès.
El cantonès és la tercera llengua més parlada a causa de la considerable comunitat xinesa de Belfast. L'escocès d'Ulster, a vegades conegut amb el neologisme Ullans, també és parlat als comtats de Down, Antrim, Londonderry i Donegal.
Hi ha uns 30.000 parlants d'irlandès als comtats de Donegal, Cavan i Monaghan, inclosos els 17.132 parlants nadius de la Gaeltacht de Donegal. Hi ha 5.339 a les 44 Gaelscoileanna (escoles primàries en irlandès) i set Gaelcholáiste (escoles secundàries en irlandès) arreu de la província. Segons el cens de República d'Irlanda de 2011 hi ha 7.713 parlants quotidians fora del sistema educatiu a Donegal, Cavan i Monaghan.